# エルビラ・メネンデス (1022没)
エルビラ・メネンデス（スペイン語：Elvira Menéndez, 996年ごろ - 1022年12月2日）は、レオン王アルフォンソ5世の最初の妃。

## 生涯
エルビラは、ポルトゥカーレとガリシアの最高位の貴族の出身で、ポルトゥカーレ伯メネンド・ゴンサレスとその妃トダ（トゥタドムナ、トタ）の娘である。
エルビラは1013年に子供のころから一緒に育ったレオン王アルフォンソ5世と結婚した。父メネンドはレオン王ベルムード2世の宮廷に伺候し、後にレオン王となるアルフォンソ5世の師となり王母エルビラ・デ・カスティーリャとともに共同摂政をつとめた。
エルビラは1022年12月2日に死去し、サン・イシドロ・デ・レオン教会の王室霊廟に埋葬された。

## 子女
アルフォンソ5世との間に以下の子女が生まれた。
- サンチャ（1016年 - 1067年） - 後のカスティーリャ・レオン王フェルナンド1世の妃[6]
- ベルムード3世（1017年 - 1037年）[6] - レオン王、1037年にタマロンの戦いにおいて義兄フェルナンド1世に殺害された[7]。